# Peter Robinson
Peter David Robinson (født 29. december 1948 i Belfast, Nordirland) er en tidligere nordirsk politiker, der var førsteminister i Nordirland fra 2008 til 2016 og leder af Democratic Unionist Party (DUP) fra 2008 til 2015. Han var aktiv i nordirsk politik i over 40 år og var med til stifte DUP sammen med Ian Paisley. Han trak sig tilbage fra politik i 2016.